# Sufragio femenino en Brasil

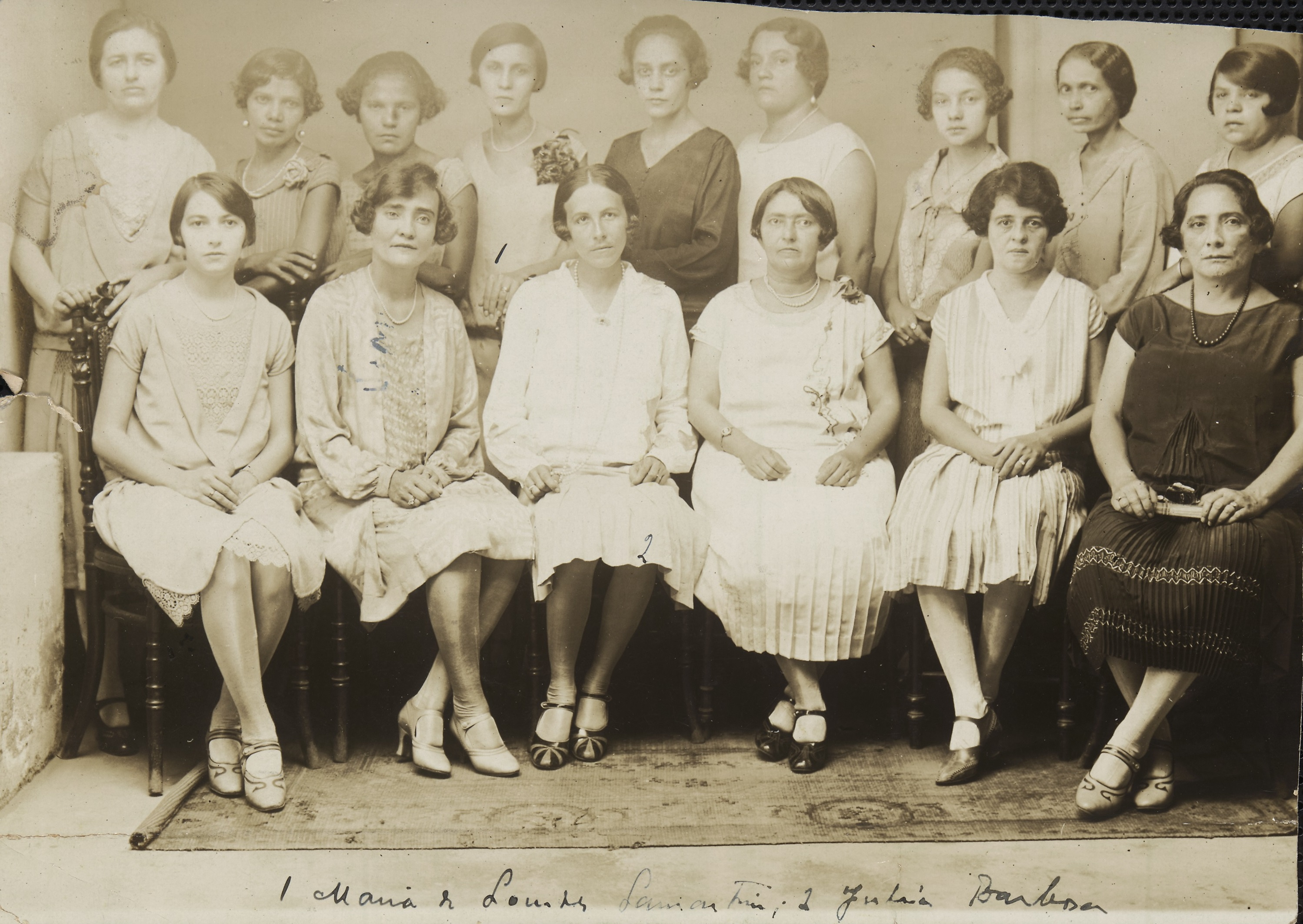
Primeras mujeres votantes en 1928 en Brasil, Natal, Río Grande del Norte.

El sufragio femenino en Brasil fue alcanzado en 1932, a partir de la modificación del código electoral brasileño por parte del presidente Getúlio Vargas. Brasil fue uno de los primeros países en autorizar el voto a nivel mundial, ya que para ese entonces, más de cien países prohibían el voto de las mujeres.  
Las mujeres pudieron votar para elecciones parlamentarias, pero recién pudieron votar para las elecciones presidenciales en 1945. Dos años después de que se declarara el sufragio femenino en la Constitución brasileña de Brasil, dos mujeres fueron elegidas para el Congreso, diez mujeres fueron elegidas alcaldesas y asambleístas, y treinta mujeres fueron nombradas concejalas en Brasil. Aunque en el pasado los puestos gubernamentales habían estado disponibles para las mujeres, las mujeres no habían ocupado cargos electorales hasta que se ganó el sufragio y el número de mujeres en el gobierno siguió creciendo a lo largo del siglo XX.
Las primeras elecciones de mujeres en Brasil se llevaron adelante en el estado de Río Grande del Norte, en la ciudad de Mossoró. Allí, la combinación de un movimiento de mujeres que buscaba el voto y un gobierno dispuesto a otorgarles derechos políticos, permitió que Celina Guimarães Viana se convirtiera en la primera electora de Brasil.

## Antecedentes
En la Asesoría Jurídica del periódico "O Estado de S. Paulo",  hay información que poco después de la proclamación de la República, el gobierno provisional convocó a elecciones para una Asamblea Constituyente. En aquella ocasión, una mujer logró inscribirse para votar invocando una legislación imperial, la "Ley Saraiva", promulgada en 1881, que determinaba el derecho al voto de cualquier ciudadano que tuviera un ingreso mínimo de 2 mil reales. 
La lucha de los movimientos de mujeres incluye en sus registros el nombre de la ciudad de Mossoró, en el estado de Río Grande del Norte. En 1928, este estado nororiental era gobernado por Juvenal Lamartine de Faria, quien fue el pionero en autorizar a las mujeres a votar en las elecciones, algo que no estaba permitido en Brasil, aunque la prohibición no estaba incluida en la Constitución Federal. Unos meses más tarde, Inglaterra regularizó el voto femenino ese mismo año.
Celina Guimarães Viana, de Río Grande del Norte, quien invocó el artículo 17 de la ley electoral de Río Grande del Norte de 1926: "En Río Grande del Norte, todos los ciudadanos que reúnan las condiciones exigidas por la ley". El 25 de noviembre de 1927 presentó una petición solicitando su inclusión en el padrón electoral del municipio. El juez Israel Ferreira Nunes emitió dictamen favorable y envió un telegrama al presidente del Senado Federal, solicitando en nombre de las mujeres brasileñas, la aprobación del proyecto que establece el sufragio femenino, apoyando sus derechos políticos reconocidos en la Constitución Federal.
Después de que Celina Guimarães Viana obtuviera su título electoral, un gran movimiento nacional llevó a mujeres de varias ciudades de Río Grande del Norte, y de otros nueve estados de la Federación, a hacer lo mismo. A partir de estos logros, le siguieron otros fenómenos que ampliaron la participación política de las mujeres, como la primera mujer elegida diputada estatal en Brasil. A partir de estos hechos, la lucha por la emancipación femenina cobró impulso en todo el país, lo que llevó a que el voto femenino fuera regulado en 1934 durante el gobierno de Vargas.

## Constitución republicana
César Zama es considerado el pionero en la búsqueda del derecho al voto de las mujeres brasileñas, una agenda que defendió durante la redacción de la primera constitución republicana, en 1890, y firmó con otros 30 congresistas al año siguiente, incluidos los futuros presidentes Nilo Peçanha y Hermes da Fonseca, una enmienda destinada a garantizar este sufragio, de autoría de Saldanha Marinho, que, sin embargo, no fue aprobada. Zama señaló que tan pronto como se aprobara el sufragio femenino en Europa, se aprobaría en Brasil, debido a "nuestra debilidad por la imitación". Érico Coelho, Índio do Brasil, Lamounier Godofredo, Ruy Barbosa y Barão Rio Branco fueron algunos otros partidarios de la causa. 

## Organizaciones sufragistas
Como antecedentes de las organizaciones sufragistas, pueden mencionarse las organizaciones de mujeres de las regiones norte y noreste, a finales del siglo XIX, que estaban enfocadas en la causa abolicionista. Nacida en Ceará, en 1882, la "Sociedade das Senhoras Libertadoras o Cearenses Libertadoras", presidida por Maria Tomásia Figueira Lima, en sociedad con Maria Correia do Amaral y Elvira Pinho, trabajó en defensa de la libertad fundando asociaciones en Fortaleza y en el interior de Estado, contribuyendo para que, en 1884, la Asamblea Legislativa provincial finalmente decretara el fin de la esclavitud en Ceará. Ese mismo año se creó en la ciudad de Manaos la asociación "Amazonenses Libertadoras", fundada por Elisa de Faria Souto, Olímpia Fonseca, Filomena Amorim, entre otras, todas mujeres blancas y representantes de las élites locales. Sin embargo, defendieron la emancipación de todos los esclavos en suelo amazónico, lo que ocurrió el 30 de marzo de 1887, un año antes de la Ley Áurea.
En 1910 Leolinda Daltro y otras feministas, entre ellas la escritora Gilka Machado, fundaron, en la entonces capital federal, el Partido Republicano Femenino, cuyo objetivo era "promover la cooperación entre mujeres en defensa de causas que impulsen el progreso del país". El principal objetivo del grupo era la lucha por el sufragio femenino, ya que las mujeres no podían votar ni ser votadas. Este grupo de feministas adoptó un lenguaje político de exposición personal ante las críticas de la sociedad, realizando manifestaciones públicas que no fueron tratadas con indiferencia por prensa y lectores. El Partido Republicano Feminista tuvo el mérito innegable de lanzar al debate público la demanda de las mujeres de una ciudadanía amplia.

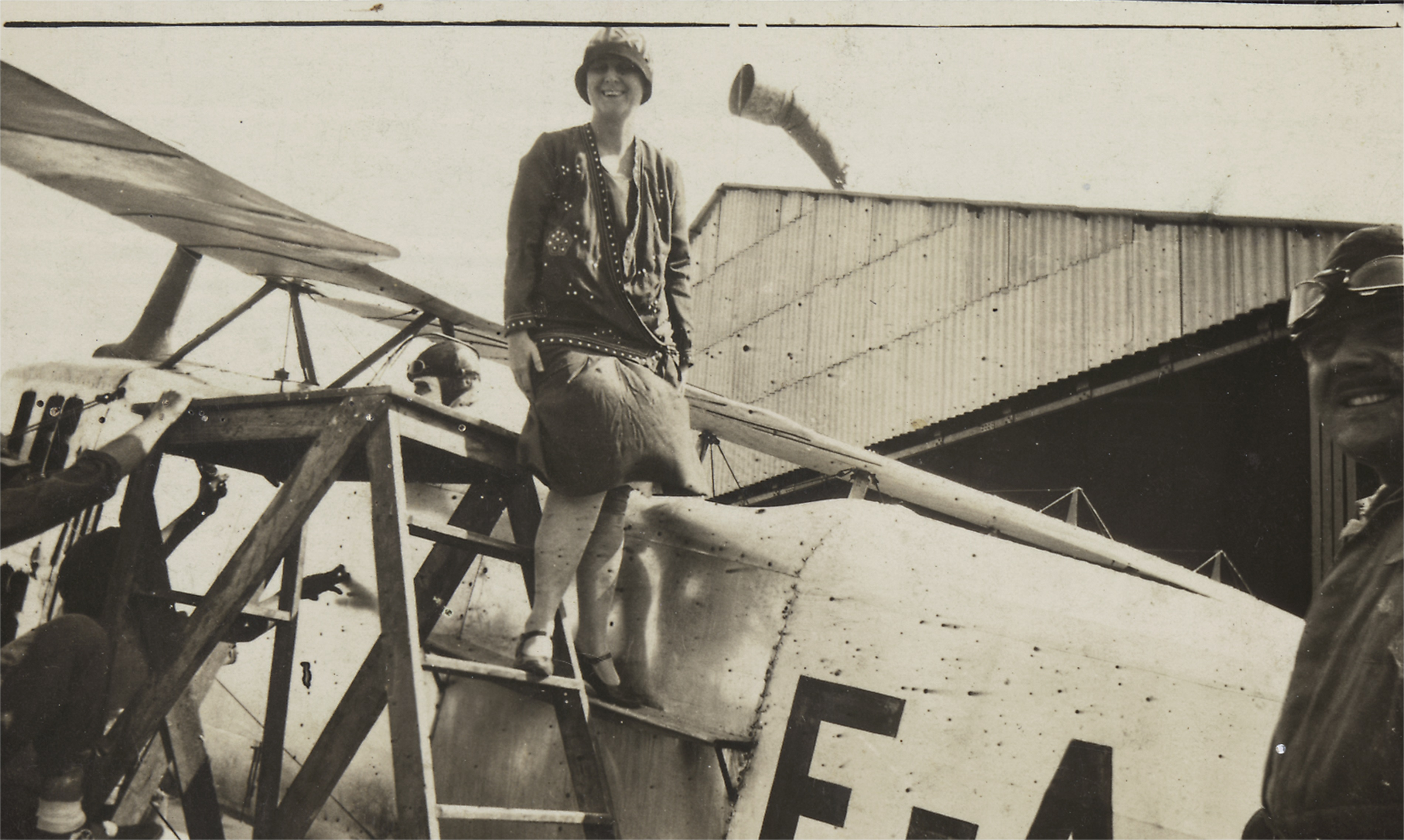
Bertha Lutz junto al avión desde el que se lanzaron folletos de propaganda a favor del sufragio femenino en 1927.

En 1917, el malestar social de las huelgas obreras, el movimiento anarquista y la mayor educación de las mujeres de élite pusieron en primer plano a otra generación de feministas. En 1920 surgieron varios grupos llamados Ligas para el Progreso de la Mujer, embrión de la poderosa Federación Brasileña para el Progreso de la Mujer. Fundada en 1922 y dirigida por Bertha Lutz, la Federación jugó un papel fundamental en la consecución del sufragio femenino y, por extensión, en la lucha por los derechos políticos de las mujeres, y destacó también como una organización feminista con mayor inserción en las esferas de poder de la era. Sus activistas escribieron en la prensa, organizaron congresos, coordinaron con políticos, lanzaron candidaturas, distribuyeron folletos en aviones y representaron a Brasil en el exterior.
La poeta Laura Brandão y la trabajadora Maria Lopes formaban parte del "Comité de Mujeres Trabajadoras",  haciendo publicidad en las puertas de las fábricas e intentando acercar a las trabajadoras y al Partido Comunista Brasileño. La sufragista de Río Grande del Sur Natércia da Silveira, disidente de la "Federación Brasileña para el Progreso de la Mujer", fundó la "Alianza Nacional de Mujeres" en 1931, para brindar asistencia jurídica a las mujeres. Con 3.000 miembros, la Alianza fue cerrada por el golpe de 1937, que abolió las libertades democráticas y abortó las organizaciones políticas y sociales del país.También vale la pena mencionar el espíritu pionero de la estudiante de derecho Miêtta Santiago. Mietta fue educada en Europa, a los 20 años regresó del Viejo Mundo y descubrió, en 1928, que el veto al voto femenino contradecía el artículo 70 de la Constitución brasileña del 24 de febrero de 1891, entonces vigente. Con la garantía de un fallo judicial (hecho inédito en el país), emitido en un Auto de Mandamus, obtuvo el derecho a votar. Lo que efectivamente hizo, votando por sí misma para un puesto de diputada federal. Carlos Drummond de Andrade, impresionado por la consecución del sufragio femenino, dedicó el poema "Mujer votante" a Mietta.
La "Revista Feminina" de São Paulo, julio de 1926, número 146, año XIII, trae bajo el título «Poetissas mineras de la generación moderna» una reseña del episodio, escrito por Djalma Andrade: "Mietta Santiago (...) defendió tesis audaces del Derecho Constitucional. Es feminista. Hace mucho tiempo, el derecho de las mujeres al voto amaneció brillantemente."

## Reforma del Código Electoral brasileño
A nivel nacional, el presidente Getúlio Vargas decide simplificar y eliminar todas las restricciones a las mujeres. Mediante Decreto núm. 21.076, de 24 de febrero de 1932, estableció el Código Electoral brasileño, y en el artículo 2 se estipulaba que eran electores los ciudadanos mayores de 21 años, sin distinción de sexo, registrados de conformidad con el código. Vale señalar que las disposiciones transitorias, en el artículo 121, disponían que los hombres mayores de 60 años y las mujeres de cualquier edad podían quedar exentos de cualquier obligación o servicio de carácter electoral. Por tanto, las mujeres no tenían la obligación de votar.